# Cadillac Deville (1971—1976)
Cadillac Deville или Cadillac de Ville (рус. Кадилла́к Деви́ль) — полноразмерные легковые автомобили американской фирмы Cadillac, отделения корпорации General Motors выпускавшиеся в 1949—2005 годах. В иерархии Cadillac занимали промежуточное положение между автомобилями начального уровня: 62-й серии, Calais, Seville, и автомобилями высшего класса: 75-й серии, Eldorado. В описываемый период выпускались только две модели: купе Cadillac Coupe Deville и седан Cadillac Sedan Deville, обе с кузовами без центральных стоек (pilarless).
В конце 1970 года на заводе General Motors Linden Assembly в городе Linden штата Нью-Джерси началась сборка автомобилей Deville 1971 модельного года. Впервые в истории Cadillac автомобили этой марки изготавливались не на заводе в Детройте, так как он достиг предельных возможностей по объёмам выпуска. В 1975—1976 годах выпускались самые большие модели за всю историю серии длиной без малого 6 метров, весом почти 2,5 тонны, с двигателем рабочим объёмом более восьми литров.

Автомобиль участвовал в съёмках фильма Брат 2

## 1971—1973

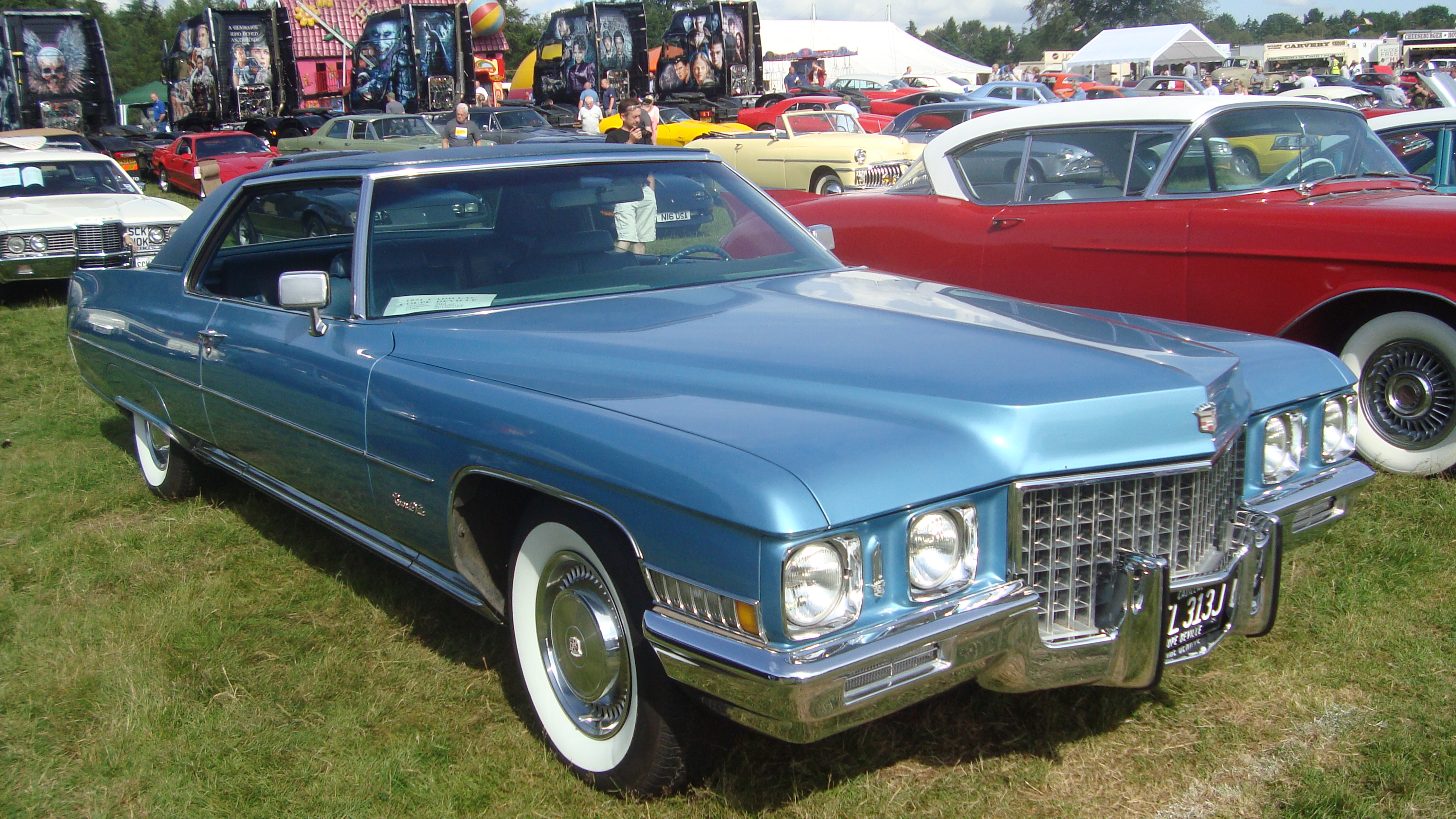
1971 Cadillac Coupe Deville, крылатые эмблемы между фарами и крупные «клыки» на бампере

В линейке Cadillac Deville 1971 модельного года осталось только две модели, купе и седан, обе с кузовами без центральных стоек (pilarless). Они были переведены на новую, большей величины колёсную базу в 130 дюймов (3302 мм), общая длина их также возросла. Новый бампер с выступающими клыками и чёрными виниловыми вставками стал играть более важную роль в оформлении передка. Подфарники были вмонтированы непосредственно в бампер, все четыре фары головного светы имели собственную окантовку. Между парами фар были установлены крылатые эмблемы Cadillac. Более длинный и широкий чем когда-либо прежде капот нёс традиционный герб.
Потрясающе длинный вид кузова создавался за счёт мягкой округлой линии боковин, а багажник и капот смотрелись как отдельные скульптурные композиции. Подоконная линия выровнялась, а новая комбинация боковых фонарей, отражателей и указателей поворотов спереди, рассечённый боковым молдингом отражатель на заднем крыле, хромированная окантовка арок колёс и порогов, придавали автомобилю очень солидный образ. Широкая и низкая крышка багажника, кажется, была подвешена между задними крыльями. Под задним окном на крышке багажника располагались выходы новой системы вентиляции, но с 1972 модельного года они были перемещены в проёмы дверей. Безошибочный облик моделей усиливал массивный и глубокий задний бампер. Новая комбинация задних фонарей была упакована в стройную вертикальную конструкцию, горизонтальные фонари заднего хода были вмонтированы в бампер.
Установленный на раме кузов был существенно усилен, особенно в зоне центральных стоек. В дверях были установлены новые силовые брусья из двухслойных профилей замкнутого сечения. Рама имела изменённую переднюю часть, специально подготовленную для поглощения энергии удара при столкновении.

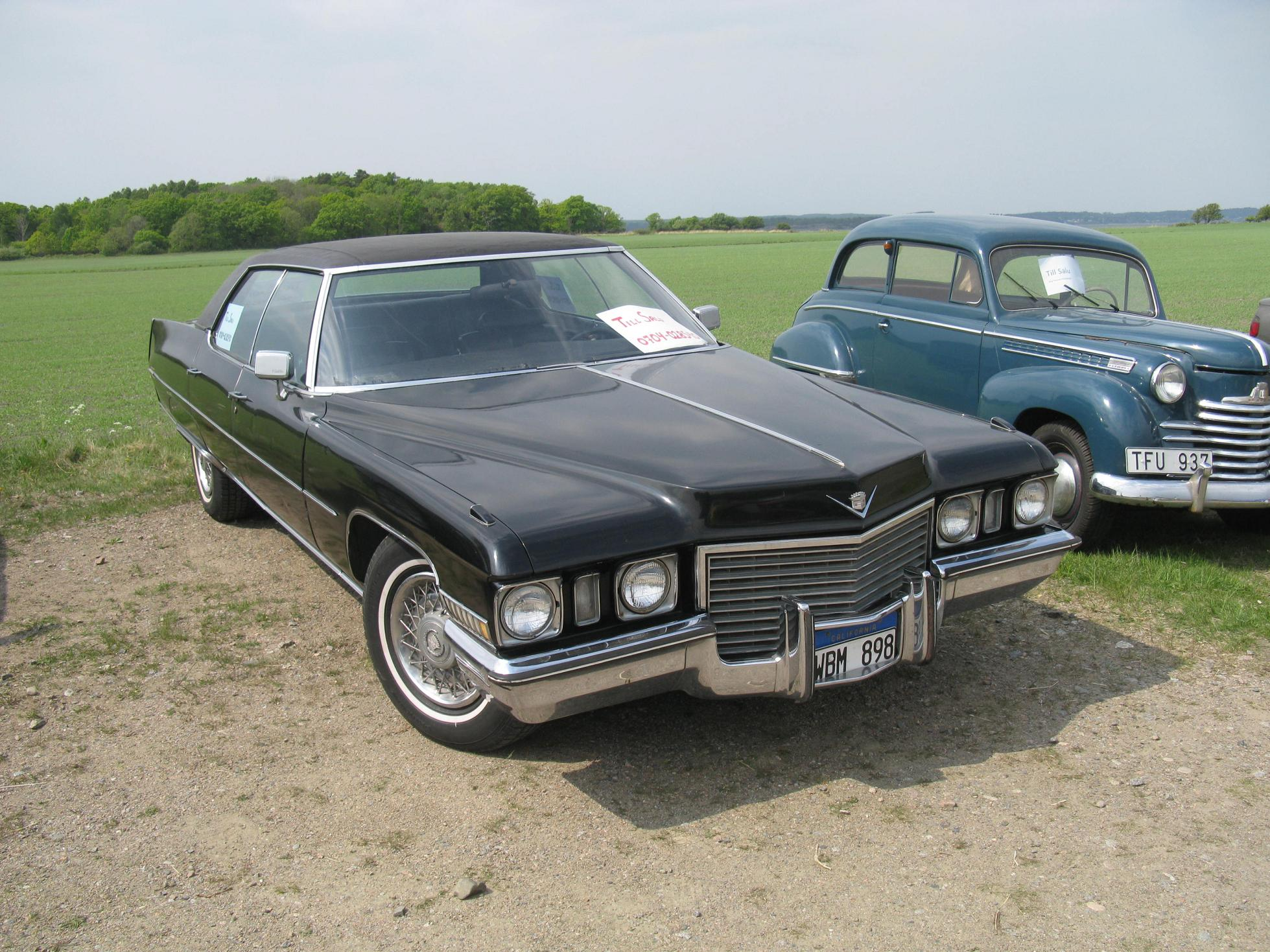
1972 Cadillac Sedan Deville, габаритные фонари между фарами, сверху крыльев видны индикаторы контроля работы фар

Из-за применения передних энергопоглощающих бамперов автомобили 1972 модельного года стали немного длиннее. Специальной конструкции передний бампер был выдвинут вперёд и должен был утапливаться и поглощать энергию удара при столкновении на скорости до 8 км/ч, а затем возвращаться в исходное положение. С него были убраны подфарники, теперь они располагались между фарами головного света. Вновь появились V и эмблемы Cadillac на капоте и крышке багажника.
Начиная с 1973|модельного года на модели стали устанавливать энергопоглощающий задний бампер. Он был выдвинут назад, и прикрывал задние фонари новой формы. Обновился передний бампер, «клыки» раздвинулись до краёв новой решётки радиатора. Комбинации габаритных фонарей и указателей поворотов, размещённые между фарами, стали крупнее.
Тканевая, в сочетании с кожей, отделка салона девяти различных цветовых сочетаниях стандартно устанавливалась на обе модели. На заказ делались чисто кожаные салоны двенадцати оттенков. Виниловое покрытие крыши семи цветов заказывали 90 % покупателей. Новая изогнутая панель приборов придвинула ближе к водителю все органы управления. Новое рулевое колесо лучше смотрелось в богатом интерьере, перчаточный ящик стал значительно больше. В стандартной комплектации переднее сидение имело сервопривод для перемещения дивана вперёд-назад и наклона спинки водителя, у пассажирской половинки было ручное управление наклоном спинки. Раздельные передние сидения с индивидуальным управлением были доступны на заказ. Регулировка сидения по шести направлениям (вверх-вниз, вперёд-назад и по наклону спинки) была доступна за дополнительную плату водителю и только, если имелась у водителя, могла быть установлена пассажиру. Все шесть посадочных мест стандартно оборудовались ремнями безопасности, для водителя и правого пассажира — диагональными, для остальных мест — поясными. На боковые задние места за доплату можно было также установить диагональные ремни безопасности.

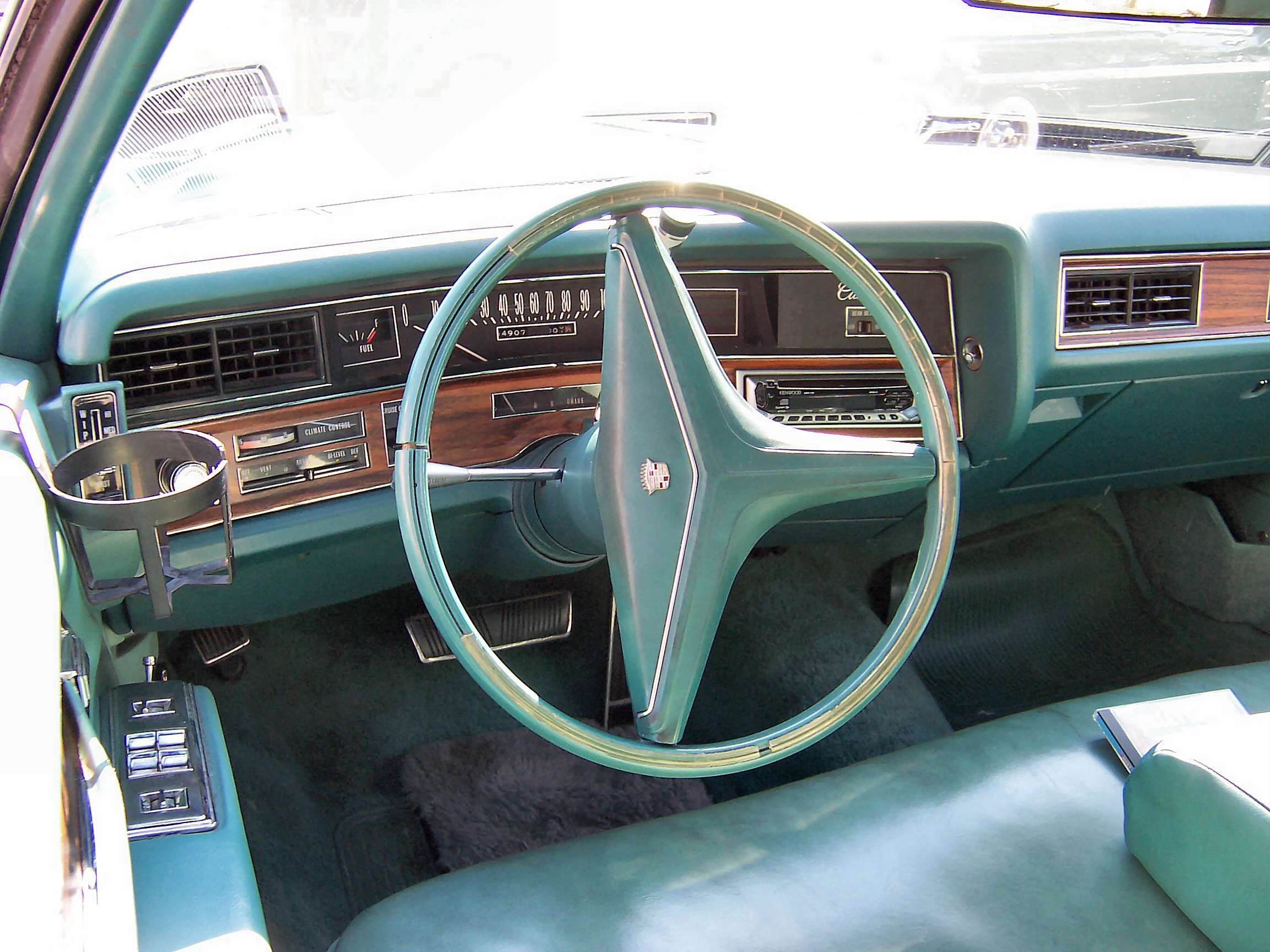
1972 Cadillac Sedan Deville с повёрнутой к водителю панелью приборов

Имелась возможность установки радио с кассетным магнитофоном (Стерео 8) или отдельно радио и отдельно плейера. Обогрев заднего стекла с помощью дополнительного вентилятора был доступен за доплату. Устанавливаемый по заказу люк в крыше (Sun Roof) позволял наслаждаться солнцем и свежим воздухом без пыли и шума. После нажатия подсвечиваемого рычажка на панели приборов, люк сдвигался назад в пространство между крышей и обивкой. В случае поломки, люк можно было вручную закрыть с помощью специального ключа, вставив его в отверстие между солнцезащитными козырьками. Люк устанавливался только совместно с виниловым покрытием крыши.
На все автомобили, по заказу, могла быть установлена система контроля работы фар (Lamp Monitors). Сверху каждого переднего крыла в зоне видимости водителя располагались индикаторы, связанные с помощью оптоволоконных световодов с фарами головного света, указателями поворотов и габаритными фонарями. Бесцветный индикатор горел постоянно при включении габаритных огней или мигал, когда работали указатели поворотов. При включении фар ближнего света загорался зелёный индикатор, а при включении дальнего света — красный. Аналогичное устройство для контроля работы задних фонарей было размещено на задней полке внутри салона. Индикатор был расположен так, чтобы его хорошо было видно в зеркало заднего вида.

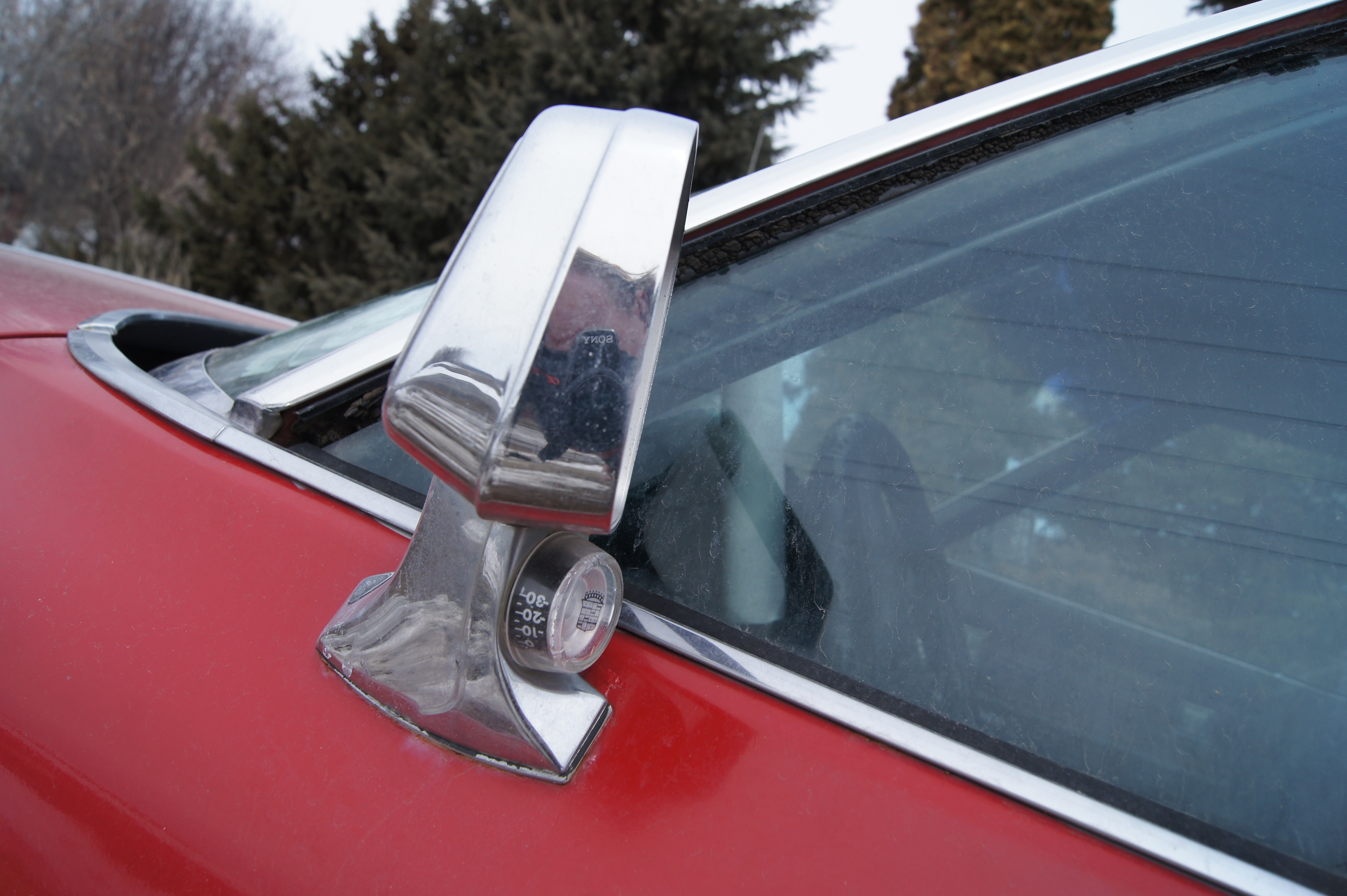
1973 Cadillac Sedan Deville, наружное зеркало с термометром

С 1973 модельного года в салоне появились новые часы с римскими цифрами на циферблате. Левое наружное зеркало с дистанционным приводом стало стандартным, в его основании можно было установить подсвечиваемый термометр для контроля наружной температуры. По выбору предлагалось шесть вариантов радиоприёмников с кассетным плейером или без него. Также, по заказу, можно было установить зеркало с подсветкой в солнцезащитном щитке справа и, новинку, электообогрев заднего стекла.
Вновь появившаяся, устанавливаемая по заказу, противоугонная система управлялась с помощью ключа зажигания и переключателя, расположенного в перчаточном ящике. Для активации системы необходимо было при включённом зажигании сдвинуть переключатель в положение «включено». Если после этого в течение 1,5—2 минут открывалась любая дверь, то после её закрывания система автоматически становилась на охрану. Система немедленно срабатывала при открывании капота, крышки багажника или перчаточного ящика. При этом в прерывистом режиме включались звуковой сигнал автомобиля, подфарники, задние габариты и фары бокового света. Кроме того, система реагировала на включение любого электрооборудования, которое активно при выключенном зажигании, например стоп-сигналы, фары и т. п. При открывании дверей или включении вспомогательных ламп система срабатывала с задержкой примерно в 15 секунд. Этого было достаточно для того, чтобы водитель сел в автомобиль и выключил систему, повернув ключ в замке зажигания. Простой перевод переключателя противоугонной системы в положении «выключено» не отключал её. Выключить систему можно было только при включённом зажигании или в течение 30 секунд после его выключения.
Новые головки блока цилиндров и изменённые поршни восьмицилиндрового V-образного двигателя рабочим объёмом 7,7 литров (472 кубических дюйма) позволили понизить степень сжатия для того, чтобы он мог работать на неэтилированном бензине. Кроме того, с этого года автопроизводители США стали указывать реальную мощность двигателя с навесным оборудованием, поэтому декларируемая мощность мотора упала до 220 л. с. Модернизированный карбюратор имел ряд дополнительных регулировок, позволявших точнее настроить его под более жёсткие нормы токсичности. Двигатель оснащался более мощным генератором и новой аккумуляторной батареей. Батарея имела контрольное окошко, которое при нормальном уровне электролита было тёмным. Когда окошко светлело, в батарею необходимо было долить электролит. Замкнутая система охлаждения двигателя под давлением позволяла лучше переносить тепло от нагретых частей. Она имела прозрачный расширительный бачок, позволявший легко контролировать уровень жидкости. Вентилятор системы охлаждения имел гибкие лопасти, которые при низкой скорости вращения подавали больше воздуха на радиатор. При возрастании скорости движения лопасти выпрямлялись, снижая подачу воздуха. Выхлопная система была изменена и перемещена на правую сторону автомобиля, что позволило опустить уровень пола. Все модели стандартно оснащались автоматической трансмиссией Turbo Hydra-Matic (THM).
Двигатель имел несколько специальных систем снижающих загрязнение окружающей среды. Вентиляция картера (Positive Crankcase Ventilation — PCV) возвращала несгоревшие газы обратно в цилиндры, предотвращая их попадание в атмосферу. Система дожига отработавших газов (Air Injector Reactor — AIR) с помощью специального насоса подавала воздух в выпускную систему позволяя несгоревшим токсичным газам закончить реакцию окисления. Система контроля над испарениями (Evaporation Control System) включала в себя специально спроектированный бензобак с угольным поглотителем испарений и карбюратор с системой улавливания паров бензина.
С 1972 модельного года по заказу можно было установить электронную систему, предотвращающую блокировку задних колёс автомобиля при торможении (Track Master), что повышало его устойчивость.
Геометрия передней независимой и задней зависимой пружинных подвесок была серьёзно переработана с целью улучшения плавности хода. Сзади были установлены более мягкие пружины, спереди и сзади применены новые газонаполненные амортизаторы, блоки их крепления к раме стали более массивными для лучшего гашения вибраций. Рулевое управление с гидравлическим усилителем с переменным передаточным отношением, также имело изменённые характеристики, которые обеспечивал более мощный и компактный гидронасос. Из-за возросшей массы автомобиля, в тормозной системе стали применять большей величины главный тормозной и рабочие цилиндры.
Все автомобили были приспособлены к буксированию прицепа с максимальной массой до 2700 кг. Кроме того, предлагался дополнительный пакет опций для автомобиля-тягача. Он включал в себя: более мощный генератор, так как количество горящих ламп автопоезда возрастало, задний мост с увеличенным передаточным отношением для обеспечения большей тяги на колёсах, увеличенный радиатор и специальный вентилятор для лучшего охлаждения нагруженного двигателя.
Всего в 1971 модельном году было изготовлено 135 426 автомобилей, из них — 69 345 седанов. В 1972 году было произведено 194 811 автомобилей, что составляло 73 % от всех автомобилей Cadillac этого года, из них — 99 531 седан. В 1973 модельном году было изготовлено 216 243 автомобилей: 112 849 купе и 103 394 седана, впервые в истории фирмы Cadillac выпуск одной модели превысил сто тысяч штук→.

## 1974—1976

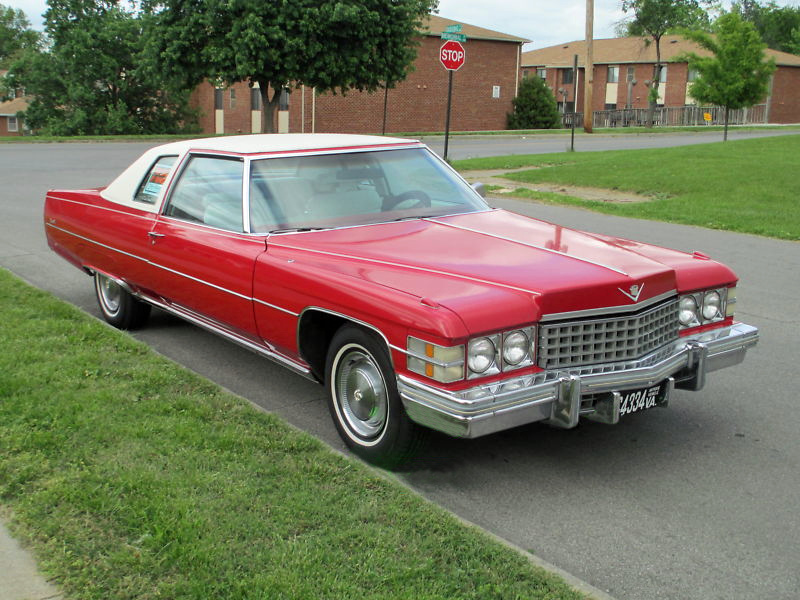
1974 Cadillac Coupe Deville, круглые фары, «двухэтажные» боковые фонари и окошки в задних стойках

Изменений в автомобилях 1974 модельного года было намного больше, чем за нескольких предыдущих лет. Фары, наконец, собрались вместе, в два компактных блока. По углам передних крыльев появились заходящие на боковину «двухэтажные» блоки подфарников, указателей поворотов и боковых фонарей. В широких задних стойках купе появились окошки, сразу ставшие отличительной чертой этих автомобилей. Хромированные окончания задних крыльев стали частью бампера и, при небольших столкновениях, могли утапливаться за счёт деформации полиуретановых вставок между ними и кузовом. Теперь в них размещались только габаритные фонари, стоп-сигналы были перемещены на заднюю панель багажника. На переднем и заднем бамперах располагались новые мягкие накладки серого цвета, меньше выделяющиеся на общем фоне.
Главным отличием автомобилей 1975 модельного года стали новые прямоугольные фары, которые придали им более элегантный внешний вид. «Двухэтажные» боковые фонари уступили место более широким обычным, в задних стойках седанов, также, появились небольшие окошки. В 1976 модельном году была немного изменена решётка радиатора, в крупных ячейках появились крестики, а стоп-сигналы на задней панели получили хромированную окантовку.

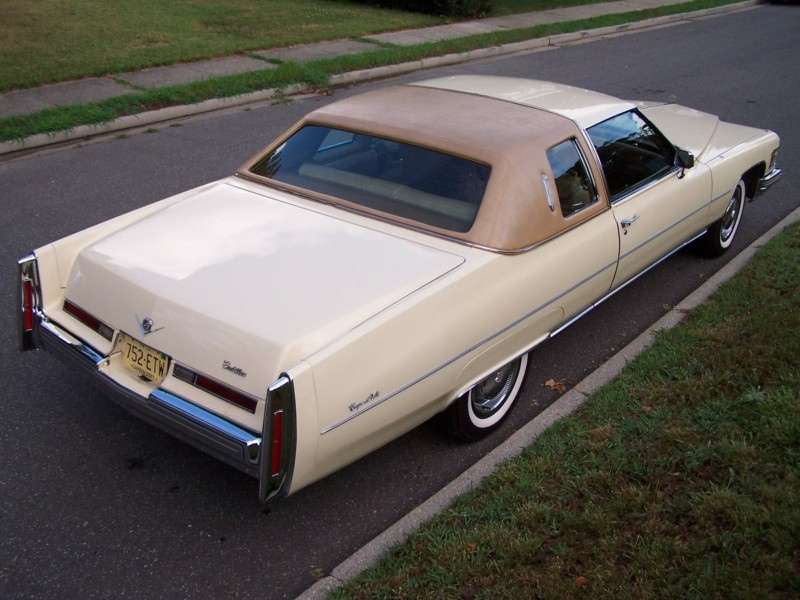
1976 Cadillac Coupe Deville D’Elegance с покрытием крыши в исполнении Cabriolet и огнями Opera Lights на задних стойках

Как купе, так и седаны выпускались в специальном исполнении D’Elegance. Внешне такие автомобили отличались контурной эмблемой Cadillac возвышающейся на капоте, надписью D’Elegance на задней стойке и сделанными в тон окраске окантовками на боковинах капота, подоконной линии и крышке багажника. Внутри автомобили имели более роскошную отделку, в частности велюром, впервые на моделях Deville. Кроме того, купе мог иметь крышу в исполнение Cabriolet. В этом случае, только задняя часть крыши была покрыта искусственной кожей, заходящей на заднее стекло, как у лимузинов. Покрытую и непокрытую части крыши разделял хромированный молдинг. В 1976 модельном году только купе в исполнении D’Elegance получил так называемые Opera Lights — вертикальные декоративные фонари на задних стойках.

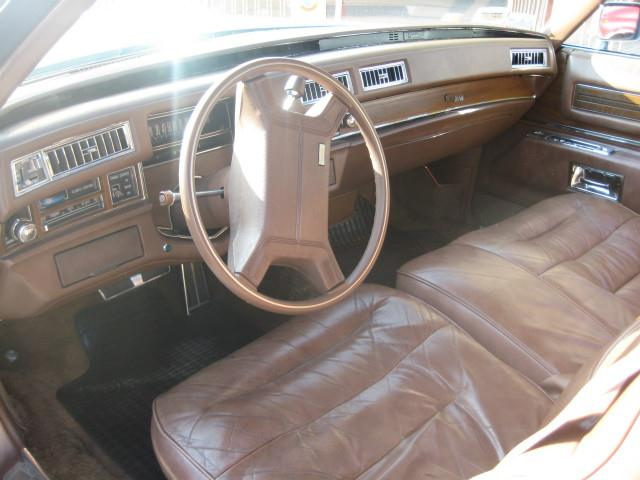
1975 Cadillac Coupe Deville, руль со встроенной подушкой безопасности, перчаточный ящик внизу справа, карман для мелочей в ногах пассажира, ряд контрольных ламп поверху, справа от которых — цифровые часы, слева — указатель уровня топлива, слева на панели рядом с вентиляцией — управление стеклоочистителем, ниже — автоматическое переключение фар, правее — климат-контроль, чуть дальше — круиз-контроль

Новое рулевое колесо и новая более функциональная панель приборов, развернутая во всю ширину автомобиля делали интерьер более просторным и лучше организованным. Из-за плохого качества приёма встроенная в ветровое стекло антенна была заменена на телескопическую, расположенную на переднем правом крыле. Она автоматически выдвигалась при включении радио и пряталась при его выключении. В салоне стали стандартно устанавливать цифровые часы, зеркальце с подсветкой появилось и в водительском солнцезащитном козырьке. Очень популярным новшеством стали стеклоочистители с тремя режимами работы: быстрым, медленным и медленным прерывистым, причём интервал между взмахами можно было регулировать. Все автомобили стандартно оборудовались системой предупреждения о не пристёгнутых ремнях безопасности. До тех пор пока водитель и передний пассажир не пристегнутся, завести мотор было невозможно. Это было очень не популярное дополнение и многие сразу избавлялись от него.
По заказу на автомобили могла быть установлена «Удерживающая система с воздушными подушками» — Air Cushion Restraint System (ACRS), то есть подушки безопасности. Водительская подушка безопасности располагалась в специальной формы рулевом колесе, а подушка для обоих передних пассажиров — в верхней части панели приборов. Система срабатывала, если автомобиль двигался со скоростью не менее 20 км/ч. Специальная контрольная лампа информировала водителя о том, что система работает нормально. Подушки устанавливались только на автомобили с нерегулируемой рулевой колонкой.
В 1975 модельном году появились более комфортабельные сидения, а новые обивки дверей стали красивее, немного изменилась форма передней панели. Многое в автомобиле было подчинено экономии топлива. Например, в системе климат-контроля появился экономичный режим, при котором реже включался кондиционер, на панели приборов появился указатель экономии топлива. По заказу на автомобили можно было установить прозрачный, из тонированного закалённого стекла люк в крыше, который, при необходимости можно было вручную закрыть непрозрачной шторкой. При нажатии на кнопку открывания двери снаружи автомобиля загоралась лампочка освещающая личинку замка, одновременно с этим включалось освещение салона.
Для лучшей работы двигателя на низкооктановом бензине (91) была вновь понижена степень сжатия и мощность мотора упала до 205 л. с. Двигатель имел новую камеру сгорания, новый распредвал, изменённый карбюратор, новую более мощную электронную бесконтактную систему зажигания.
С 1975 модельного года на все автомобили стали устанавливать двигатели увеличенного до 8,2 литров (500 кубических дюймов) рабочего объёма мощностью всего 190 л. с., так как их стали оборудовать каталитическими нейтрализаторами отработавших газов. Чуть позже появилась возможность заказать этот двигатель с электронной системой центрального впрыска топлива (Electronic Fuiel Injection — EFI) фирмы Bendix, которая повысила его мощность до 215 л. с., одновременно сократив расход топлива. Модернизированный гидротрансформатор автоматической коробки передач имел меньшее проскальзывание, что позволило улучшить разгон автомобиля и снизить расход топлива. На автомобили стали устанавливать задний мост с уменьшенным передаточным отношением главной передачи. В 1976 модельном году стандартно стали устанавливать необслуживаемую аккумуляторную батарею.
По заказу, для экономии места в багажнике, автомобили могли комплектоваться специальным спущенным (без воздуха) запасным колесом. С помощью баллончика со сжатым газом такое колесо могло быть накачено за несколько минут.
Всего 1974 модельном году было изготовлено 172 620 автомобилей, из них — 60 419 седанов. В 1975 году было сделано 173 570 автомобилей, из них — 63 352 седана, в 1976 модельном году было изготовлено 182 159 автомобилей, из них — 67 677 седанов→.

## Хронология
| Deville | 49 | 50—53 | 54—56 | 57—58 | 59—60 | 61—64 | 65—70 | 71—76 | 77—84 | 85—93 | 94—99 | 00—05 |

## Комментарии
1. 1 2 3  Модельный год[англ.], в отличие от календарного, на фирме Cadillac обычно, но не всегда, начинался в конце сентября, начале октября. Здесь везде, кроме отдельно оговоренных случаев, используются данные за модельный год.
2. ↑  Сухая масса автомобиля без технических жидкостей (охлаждающая и тормозная жидкости, моторное  и трансмиссионное масла и т.п.), немного меньше снаряженной массы.